# 卡曼加爾
卡曼加爾，是一個分布在伊朗、伊拉克、印度和巴基斯坦的穆斯林團體。

## 詞源
這字來源自兩個伊朗詞彙卡曼，即弓，加爾即製作人。卡曼加爾即造弓或造武器的人。

## 歷史與起源
卡曼加爾來自突厥人和普什圖人，他們因加入蒙兀兒帝國軍隊遷移至印度的北方邦和哈里亞納邦，巴基斯坦的信德省和旁遮普邦。他們多數人最終成為鐵匠。

## 宗教
他們是遜尼派穆斯林，多追隨迪奧班迪和萨拉菲运动。